# Tessalit (Kreis)

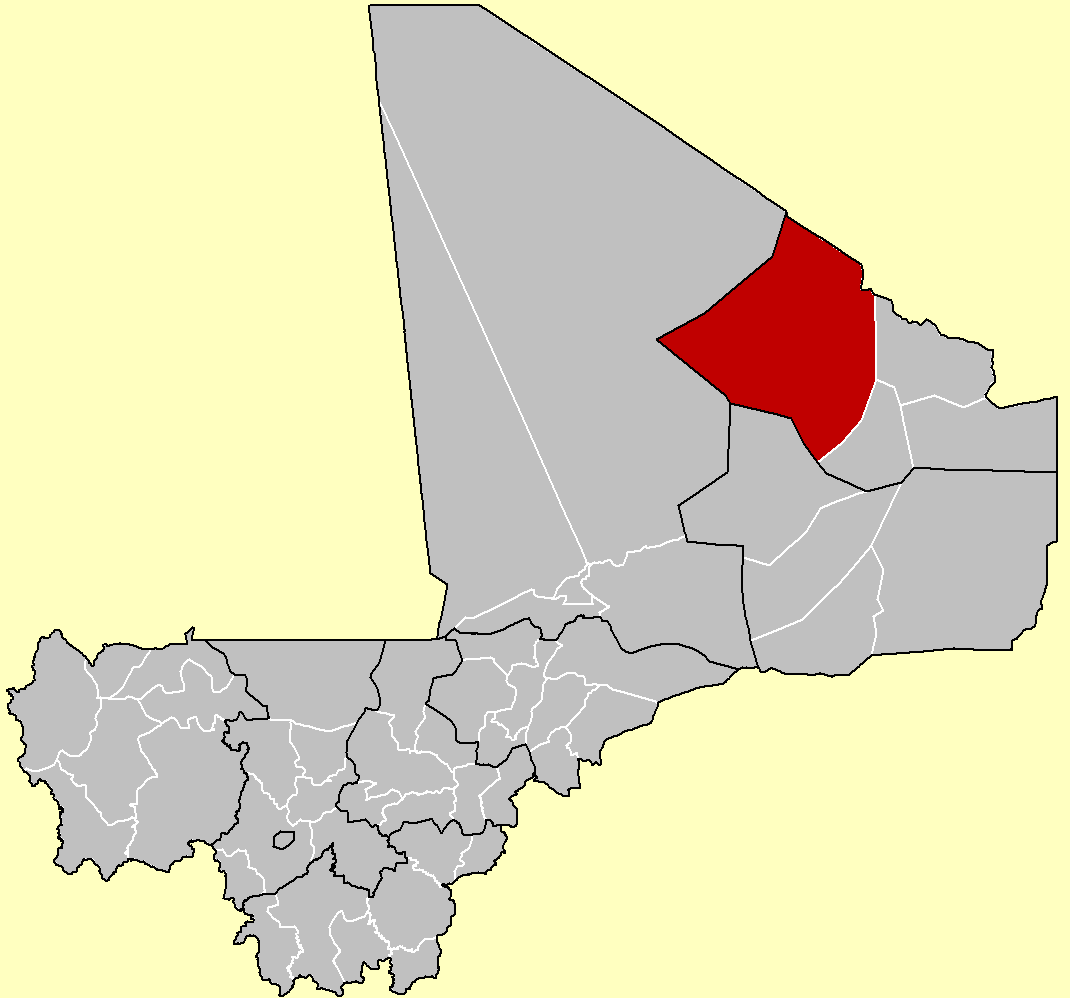
Kreis Tessalit

Tessalit ist der Name eines Kreises (franz. cercle de Tessalit) in der Region Kidal in Mali.
Der Kreis teilt sich in drei Gemeinden, die Einwohnerzahl betrug beim Zensus 1998 16.289 Einwohner.
Gemeinden: Tessalit (Hauptort), Adjelhoc, Timtaghene.